# Liste des ducs de Jämtland
Depuis le XXe siècle, un prince a été créé duc de Jämtland (en suédois, Hertig av Jämtland) par le roi Gustave VI Adolphe de Suède. Nominal depuis 1772, ce titre se transmet aussi à l’épouse du prince, qui est ainsi une duchesse consort.

## Liste des ducs de Jämtland

### Maison Bernadotte
Sous la maison Bernadotte, un prince a porté ce titre :
1. le prince Charles-Gustave (1946), de sa naissance à sa montée sur le trône en 1973 (par Gustave VI Adolphe).

## Armoiries

Armoiries du prince  Charles-Gustave de 1946 à 1973.